# Angela Bundalovic
Angela Bundalovic, född 1995, är en dansk skådespelerska.

## Filmografi (i urval)
- 2018 – The Rain (TV-serie)
- 2022 – Copenhagen Cowboy (TV-serie)
- 2023 – Köpenhamn finns inte